# Grenadier-Regiment „König Friedrich Wilhelm II.“ (1. Schlesisches) Nr. 10
Das Grenadier-Regiment „König Friedrich Wilhelm II.“ (1. Schlesisches) Nr. 10 war ein Infanterieverband der Preußischen Armee.

## Geschichte
Der Verband wurde am 21. November 1808 (Stiftungstag) durch König Friedrich Wilhelm III. als 1. Schlesisches Infanterie-Regiment Nr. 10 gegründet und am 1. Juli 1860 in 1. Schlesisches Grenadier-Regiment Nr. 10 umbenannt. Am 27. Januar 1889 wurde es nach König Friedrich Wilhelm II. benannt und führte die Bezeichnung Grenadier-Regiment König Friedrich Wilhelm II. (1. Schlesisches) Nr. 10.

### Deutsch-Dänischer Krieg
Das Regiment nahm während des Krieges gegen Dänemark am 18. April 1864 am Gefecht bei Süderballig teil. Dabei konnte der Leutnant von Montowt mit einem Zug der 5. Kompanie und den Fournieren des Füsilier-Bataillons die Landung der bereits im Ausschiffen begriffenen Besatzung eines dänischen Kriegsschiffes und zweier Begleitschiffe verhindert. Das Regiment blieb bis in den Spätherbst bei der Besatzung in Jütland und zog am 20. Dezember 1864 feierlich in Berlin ein.

### Deutscher Krieg
Am 6. Mai 1866 machte das Regiment anlässlich des Krieges gegen Österreich mobil und überschritt bei der 2. Armee unter Kronprinz Friedrich Wilhelm am 28. Juni die Grenze nach Österreich. Nach dem Gefecht bei Zuckmantel konnte sich das Regiment in der Schlacht bei Königgrätz besonders bewähren. Es eroberte 16 feindliche Geschütze, hatte aber Verluste von fünf Offizieren und 175 Mann zu verzeichnen. Daran schloss sich die Verfolgung der gegnerischen Truppen nach Mähren und bis vor Wien an. Anschließend blieb das Regiment bis in den Spätherbst bei der Besatzung Österreich-Schlesiens.

### Deutsch-Französischer Krieg
Mit Beginn des Krieges gegen Frankreich machte das Regiment am 13. Juli 1870 mobil und kam zur 3. Armee unter Kronprinz Friedrich Wilhelm. Zunächst beteiligte es sich am 14. August an der Beschießung von Pfalzburg und war vom 19. September 1870 bis zum 28. Januar 1871 in die Belagerung von Paris eingebunden. Dabei besetzte es den Abschnitt Choisy-le-Roi bis Bourg-la-Reine. Während dieser Zeit nahm der Verband am 30. September am Ausfallgefecht bei Chevilly sowie am 30. November 1870 bei Champigny teil. Am 1. März 1871 beteiligte sich das Regiment am Einzug in Paris und die Fahnen erhielten als Auszeichnung das Eiserne Kreuz. Nach einer Zeit bei der Besatzungsarmee in Frankreich kehrte das Regiment am 3. November 1871 in die Garnison nach Breslau zurück.

### Erster Weltkrieg
Am 17. August 1914 wurde das Regiment in den Ersten Weltkrieg unter der 21. Infanterie-Brigade, der 11. Infanterie-Division, dem VI. Armee-Korps im Großverband der 4. Armee eingegliedert.

### Verbleib
Nach dem Waffenstillstand von Compiègne räumte das Regiment ab dem 12. November das besetzte Gebiet und marschierte bis zum 4. Dezember 1918 in die Heimat zurück. Nach einer kurzen Demobilisierung in Schweidnitz wurde das Regiment am 7. Dezember wieder mobil gestellt und bei der 11. Division im Grenzschutz Süd eingesetzt. Mitte des Monats verlegten die Truppen in den Raum Frankenstein, stand vom 9. bis zum 22. Januar 1919 zum Schutz von Breslau bereit und war anschließend beim Grenzschutz im Raum Militsch im Einsatz. Am 21. Juni 1919 wurde das Regiment aufgelöst und die Reste als II. Bataillon in das Reichswehr-Infanterie-Regiment 12 überführt.
Die Tradition übernahm in der Reichswehr durch Erlass des Chefs der Heeresleitung General der Infanterie Hans von Seeckt vom 24. August 1921 die in Schweidnitz stationierte 14. und 15. Kompanie des 7. (Preußisches) Infanterie-Regiments. In der Wehrmacht führte der Regimentsstab, das I. und III. Bataillon sowie die 13. und 14. Kompanie des Infanterie-Regiments 7 die Tradition fort.

## Regimentschef
| Dienstgrad             | Name                                  | Datum                                  |
| ---------------------- | ------------------------------------- | -------------------------------------- |
| General der Infanterie | Karl Georg von Hake                   | 17. September 1817 bis 19. August 1835 |
| Generalleutnant        | Karl Christian von Weyrach            | 20. April bis 4. Oktober 1849          |
| General der Infanterie | Karl Friedrich David von Lindheim     | 18. September 1858 bis 5. August 1862  |
| General der Infanterie | Heinrich Adolf von Zastrow            | 16. August 1871 bis 12. August 1875    |
| Generalfeldmarschall   | Herzog Bernhard von Sachsen-Meiningen | 05. Dezember 1912 bis 21. Juni 1919    |

## Kommandeure
| Dienstgrad            | Name                                        | Datum                                                           |
| --------------------- | ------------------------------------------- | --------------------------------------------------------------- |
| Major                 | Friedrich Wilhelm Leopold von Gaudi         | 21. November 1808 bis 7. April 1809                             |
| Oberstleutnant        | Eberhard Herwarth von Bittenfeld der Ältere | 07. April 1809 bis 23. März 1811                                |
| Major                 | Konrad von Carnall                          | 23. März 1811 bis 27. Dezember 1813                             |
| Oberstleutnant        | Georg Wilhelm von Lettow                    | 27. Dezember 1813 bis 14. Mai 1815                              |
| Major                 | Georg Johann von Capeller                   | 14. Mai 1815 bis 9. Juni 1817                                   |
| Oberstleutnant/Oberst | Karl Christian von Weyrach                  | 09. Juni 1817 bis 30. März 1826                                 |
| Oberstleutnant/Oberst | Gustav Adolf von Strantz                    | 30. März 1826 bis 30. März 1832                                 |
| Oberst                | Tido von Hagen                              | 30. März 1832 bis 30. März 1838                                 |
| Oberst                | Karl Friedrich von Blumen                   | 30. März 1838 bis 25. März 1841                                 |
| Oberstleutnant        | Leopold Otto von Niesewand                  | 25. März 1841 bis 7. April 1842                                 |
| Oberstleutnant/Oberst | Friedrich Wilhelm von Hobe                  | 07. April 1842 bis 16. April 1848                               |
| Oberst                | Wilhelm Kunckel von Löwenstern              | 16. April 1848 bis 19. April 1851                               |
| Oberst                | Albert von Kortzfleisch                     | 19. April 1851 bis 10. Mai 1855                                 |
| Oberstleutnant/Oberst | Adolf von Natzmer                           | 10. Mai 1855 bis 22. Mai 1858                                   |
| Oberst                | Eduard von Montowt                          | 22. Mai 1858 bis 8. Februar 1859                                |
| Oberst                | Julius von Roeder                           | 17. Februar 1859 bis 10. März 1863                              |
| Oberstleutnant/Oberst | Rudolf von Falkenstein                      | 10. März 1863 bis 5. November 1866                              |
| Oberst                | Gustav von Weller                           | 05. November 1866 bis 4. November 1871                          |
| Oberst                | Maximilian von Blumenthal                   | 04. November 1871 bis 4. August 1874                            |
| Oberst                | Friedrich von Gallwitz-Dreyling             | 04. August 1874 bis 18. Oktober 1880                            |
| Oberst                | Karl von Prittwitz und Gaffron              | 18. Oktober 1880 bis 11. März 1881 (mit der Führung beauftragt) |
| Oberst                | Karl von Prittwitz und Gaffron              | 12. März 1881 bis 14. April 1886                                |
| Oberstleutnant        | Eggert Ludwig von Estorff                   | 15. April bis 31. Mai 1886 (mit der Führung beauftragt)         |
| Oberst                | Eggert Ludwig von Estorff                   | 01. Juni 1886 bis 12. Dezember 1888                             |
| Oberst                | Friedrich von Bardeleben                    | 13. Dezember 1888 bis 23. März 1890                             |
| Oberst                | Adalbert von Oesfeld                        | 24. März 1890 bis 18. Juni 1892                                 |
| Oberst                | Bernhard von Oesterreich                    | 18. Juni 1892 bis 16. Juni 1896                                 |
| Oberst                | Oskar von Keber                             | 16. Juni 1896 bis 3. Dezember 1896                              |
| Oberst                | Adolf von Wagenhoff                         | 17. Dezember 1896 bis 9. September 1898                         |
| Oberst                | Walther von Wrochem                         | 10. September 1898 bis 21. April 1902                           |
| Oberst                | Guido Graf von Matuschka                    | 22. April 1902 bis 17. April 1903                               |
| Oberst                | Walter von Specht                           | 18. April 1903 bis 14. November 1904                            |
| Oberstleutnant/Oberst | Lothar Heinzel                              | ab 15. November 1904 bis 16. Dezember 1908                      |
| Oberst                | Georg Wichura                               | 17. Dezember 1908 bis 18. Februar 1910                          |
| Oberst                | Peter von Blankensee                        | 19. Februar 1910 bis 4. März 1913                               |
| Oberst                | August von Geyso                            | 05. März 1913 bis 6. November 1914                              |
| Major/Oberstleutnant  | Wilhelm von Schütz                          | 07. November 1914 bis 2. Oktober 1915                           |
| Major                 | Friedrich von der Goltz                     | 03. Oktober 1915 bis 1. August 1916                             |
| Major                 | Eugen von Natzmer                           | 02. August bis 30. Dezember 1916                                |
| Major                 | William von Fumetti                         | 31. Dezember 1916 bis 11. Juni 1918                             |
| Major                 | Rudolph von Pressentin                      | 12. Juni 1918 bis 9. Januar 1919                                |
| Oberst                | Wilhelm von Schütz                          | 10. Januar bis 21. Juni 1919                                    |

## Uniform
Der Kragen und die Regimentsnummer der Uniformen waren rot, die Aufschläge gelb, die Patte dunkelblau und die Schulterklappe weiß.